# ماريا بورتيو
ماريا بورتيو (بالإسبانية: María Portillo)‏ هي عداءة مراثونية بيروفية، ولدت في 10 أبريل 1972 في إقليم أبوريماك في بيرو.

## وصلات خارجية
- ماريا بورتيو على موقع الاتحاد الدولي لألعاب القوى (الإنجليزية)
- ماريا بورتيو على موقع أوليمبيديا (الإنجليزية)